# Tiers-lieu
Ne doit pas être confondu avec le tiers-espace de Edward Soja.
Ne doit pas être confondu avec le tiers-paysage de Gilles Clément.
Tiers-lieu est un terme traduit de l'anglais « Third Place » faisant référence aux environnements sociaux qui viennent après la maison (premier lieu) et le travail (deuxième lieu) (concept en lien avec les mobilités triangulaires et pendulaires).

## Présentation
Cette configuration sociale a été théorisée par Ray Oldenburg, professeur émérite de sociologie urbaine à l’université West Florida, et Dennis Brisset de l'université de Minnesota-Duluth, dans un article de la revue « Qualitative Sociology » de décembre 1982, intitulé « The Third Place » et présentant les premières caractéristiques des tiers-lieux :
- Le lieu : le tiers-lieu est un lieu public, accessible, intégré à la vie sociale des habitants. Il est là pour permettre des relations et expériences impossibles ailleurs.
- La sociabilité : la principale expérience est la sociabilité pure. Les auteurs se basent sur les travaux de Georg Simmel pour qui la sociabilité pure est un besoin naturel.
- L'importance de la discussion : les auteurs se basent sur les travaux de Orinn Klapp qui différencie les symbolismes « discursif » (discussions formelles dans le but d'apprendre « de » l'autre) et « non discursif » (discussions non formelles dans le but d'apprendre « sur » l'autre) et voient dans le symbolisme non discursif l'une des conditions de la sociabilité.

Ils y parlent de leur importance dans une société en pleine banlieusardisation, dans laquelle les sphères sociales proposées aux travailleurs n'étaient que la première, la deuxième et le trajet entre ces deux ci.

## Histoire
En 1989, Oldenburg publie le livre The Great Good Place (en), d'une quarantaine de pages, dans lequel il fait évoluer les caractéristiques et présente des exemples. Ce livre sera le choix des éditeurs du « New York Times Book Review » et connaît un succès inattendu qui démocratise le terme .
En 1997, il publie une seconde édition, beaucoup plus documentée, de plus de trois cents pages, dans laquelle il fait encore évoluer les caractéristiques du tiers-lieu et les place dans un contexte politique pour donner des exemples historiques.
Cette édition connaît une traduction japonaise en 2013  et russe en 2014 , dans lesquelles l'introduction et la bibliographie ont été modifiées pour mieux correspondre aux réalités locales.
En 2001, Oldenburg publie le livre « Celebrating the Third Place (en) : Inspiring Stories about the « The Great Good Place » at the Heart of Our Communities »» dans lequel il propose des exemples de tiers-lieux à travers le monde, correspondant aux caractéristiques définies.
En mars 2023, à titre posthume, Oldenburg étant mort en 2022, l'UNESCO publie un article de Ray, Oldenburg et Karen Christensen intitulé « Les tiers-lieux, des espaces citoyens à part entière »>
Les tiers-lieux sont importants pour la société civile[réf. nécessaire], la démocratie[réf. nécessaire], l'engagement civique[réf. nécessaire] et instaurent d'autres appropriations et partages de l'espace[réf. nécessaire]. Ils s’entendent comme des volets complémentaires, destinés à la vie sociale de la communauté[Quoi ?], et se rapportent à des espaces où les individus peuvent se rencontrer, se réunir et échanger de façon informelle. Ray Oldenburg considère que les tiers-lieux ont entamé une phase de déclin depuis l'arrivée des streetcar suburbs (en), dans lesquels les rites de sociabilité ont disparu du fait de l'usage de l'automobile. Michael Krassa soutient des thèses similaires en étudiant la configuration des quartiers, la formation des réseaux sociaux et l'engagement civique. D'autres travaux plus anciens font références à ces configurations sans directement les dire en tiers-lieu . Ray Oldenburg se rapproche méthodologiquement de l'école de Chicago qui analyse la ville comme un laboratoire social.
Dans sa thèse de sociologie consacrée au sujet, Antoine Burret étudie les usages, les comportements, les réflexions et les pratiques que le tiers-lieu fait apparaître. Il tire de son travail une définition conceptuelle du tiers-lieu qui insiste sur « une configuration sociale où la rencontre entre des entités individuées engage intentionnellement à la conception de représentations communes ». Ainsi, l'auteur définit le tiers-lieu comme un lieu de sociabilité, un espace du vivre-ensemble. D'autres sociologues et anthropologues, acteurs de la vie publique et militante, francophones travaillent sur le même sujet avec des approches différentes et contradictoires,,,.
Pour tiers-lieux.be, il s'agit d'un lieu qui répond à certains critères subjectifs « non-ghetto-risant » (en théorie). Cela amène au fait que le tiers-lieu est subjectif, le tiers-lieu de l’un n’étant pas le tiers-lieu de l’autre et un tiers-lieu reconnu comme tel par une communauté pourra être perçu comme trivial ou inutile par des personnes extérieures.
France tiers-lieux, association nationale française des Tiers-Lieux, répertorie en 2021 2 500 structures françaises de ce type, et plus de 3 700 en 2023.

## Les caractéristiques du tiers-lieu
Dans son livre The Great Good Place, Ray Oldenburg donne et explique les points caractérisant le tiers-lieu :
1. Terrain neutre : le tiers-lieu est un endroit n’entraînant aucune obligation de l'un envers l'autre (par exemple invité/hôte), facilitant la création ou le développement d'amitiés.
2. Ouverture : le tiers-lieu est un lieu ouvert à tous. Ray Oldenburg donne à cette caractéristique le qualificatif Third Place is a Leveler, en référence aux Leveler (ou niveleurs en français), qu'il présente comme une formation politique d'extrême gauche lors de la guerre civile anglaise dont les buts étaient, entre autres, l'abolition des rangs sociaux et des systèmes hiérarchiques.
3. Communication : se basant sur les pensées de Ralph Waldo Emerson, pour qui l'homme est bon par nature, Ray Oldenburg voit dans les deux premières caractéristiques la possibilité pour un groupe de personnes de pouvoir communiquer de la meilleure manière qui soit et accorde donc une importance à ce que celle-ci soit présente dans le tiers-lieu.
4. Accommodant et accessible : devant les différences pouvant exister quant au mode de vie ou au rythme de vie, il est important pour Ray Oldenburg qu'un tiers-lieu soit accessible le plus souvent possible, voire en permanence, avec l'assurance de la possibilité d'y rencontrer un ami.
5. Noyau dur : ce qui fait le tiers-lieu n'est pas seulement le lieu, sa décoration, son outillage, le prix de ses boissons… mais la communauté qui aura choisi ce lieu, qui lui donnera son orientation et dont l'unité incitera à vouloir les rejoindre.
6. Profil bas : le tiers-lieu n'est pas un lieu extravagant se mettant en avant. Il n'est ni snob, ni prétentieux. Il est avant tout là pour être chaleureux et accepter des personnes de toutes les conditions.
7. L'ambiance : l'ambiance dans un tiers-lieu se doit d'être joyeuse, les discussions se réalisant toujours dans le respect l'un et de l'autre, sur un ton amical invitant le nouveau-venu à participer.
8. Une maison hors de la maison : le tiers-lieu offre à ses occupants de la chaleur et un sentiment de possession et d’appartenance qui amènera le tiers-lieu à être aussi ressourçant, voire plus, pour l'occupant que sa propre maison.

## Définitions
Liste de définitions en accord avec les caractéristiques Ray Oldenburg :
Movilab reprend la définition du sociologue Antoine Burret et l'adapte en partie : « Le « Tiers-Lieu(x) » est une « configuration sociale » qui se matérialise — le plus souvent — par un « lieu physique et/ou numérique » dans lequel est activé par l’action du « concierge » (ou facilitateur) un « processus » permettant à des « personnes venues d’univers différents » — voire contradictoires — de se rencontrer, se parler et créer ainsi un « langage commun » leur permettant de réaliser ensemble des projets». »
En janvier 2020 :« Espace physique prévu pour accueillir une communauté afin de permettre à celle-ci de partager librement ressources, compétences et savoirs, répondant aux critères établis par Ray Oldenburg ».

## Exemples de tiers-lieux
Ray Oldenburg donnait en 1989 ces exemples de tiers-lieux : cafés, marchands de café, salons de beauté, centres communautaires, épiceries, bars, lieux de rencontre. 
Puis lors des réimpressions de son livre The Great Good Place, il modifia cette liste, et donna la suivante : cafés, marchands de café, librairies, bars, salons de coiffure et autres lieux de rencontre.

## Rôle de l'alcool dans les tiers-lieux
Dennis Brisset est un spécialiste de l'alcool, ayant beaucoup travaillé sur l'alcoolisme.
Dans leur article « The Third Place », Brisset et Oldenburg soulignent que même si la majorité des tiers-lieux sont des tavernes et bars où de l'alcool est servi, cela n'est pas obligatoire pour retrouver une configuration tiers-lieu.
Brisset ne collaborera plus avec Olendeburg par la suite mais continuera à travailler sur l'alcoolisme, entre autres sur le déni chez les alcooliques.
Dans la première édition de « The Great Good Place », Oldenburg fait référence aux « tavernes mortes » comme à des tiers-lieux ratés, des tavernes dans lesquelles il n'y a pas de communauté et qui poussent le visiteur à la consommation d'alcool pour compenser cette solitude.
La consommation modérée d'alcool sera le sujet principal de son livre « The Joy of Tippling » dans lequel il explique que, selon lui, une consommation modérée d'alcool amène à vivre plus longtemps que ceux ne consommant pas ou trop ainsi qu'à faciliter les intéractions sociales. Il souligne également le problème des autorités préférant voir les problèmes de l'abus d'alcool plutôt que les avantages de la consommation modérée.
Enfin, dans « Café as a Third Place », Oldenburg nous parle de la différences entre les « wet counties » et « dry counties » (endroit où l'alcool est lourdement règlementé), ces derniers ayant pour lui un capital social beaucoup moins élevé.

### Synergie basique
Dans la deuxième édition de « The Great Good Place », Oldenburg introduit par un chapitre le concept de « synergie basique », expliquant que dans ce qu'il qualifie comme « bon » tiers-lieu, il se crée une synergie basée sur la conversation et la consommation modérée d'alcool : selon lui, le fait de boire faciliterait la conversation et la convivialité et le fait de vouloir voir continuer cette discussion inciterait à la modération.
Il cite Tibor Scitovsky pour qui « a half-pint of beer is to talk as a bed is to making love, one can do without but does better with. »

## Rôle politique
Dans la dernière édition de son livre, Ray Oldenburg ajoute un paragraphe concernant ce rôle.
La valeur politique des tiers-lieux se manifeste dans une plus grande mesure dans les sociétés totalitaires car c’est là que les pouvoirs en place entraveront le plus activement leur formation.
Manuela Hoelterhoff, journaliste américaine d’origine allemande, gagnante du prix Pultizer de la critique en 1983, a constaté en Allemagne de l’Est une pénurie de cafés et restaurants et l’a expliqué par la tentative du gouvernement d’empêcher la création de lieux de rassemblement où il serait possible de partager son mécontentement du système politique.
De la Guerre d’indépendance à la Révolution française, ce sont dans des tavernes et des bars qu’ont été pensés les plans d’actions et la création des sociétés post-révolutionnaires.
Pendant la Révolution, Le Procope, l’un des plus vieux restaurants de Paris, dans lequel était établie une bibliothèque en libre-service, vit s’installer en son sein une communauté, dont le noyau dur était formé de Danton et Marat : le Club des cordeliers, la Société des amis des droits de l’homme et du citoyen. Ce lieu devint rapidement un haut-lieu révolutionnaire et on vit, entre autres, Robespierre et le Club des jacobins le fréquenter. C’est là qu’à l’été 1790 sera montré pour la première fois le bonnet phrygien comme symbole de liberté et de civisme et de là que, le 10 août 1792, partira l’attaque sur le palais des Tuileries.

## Usages possibles

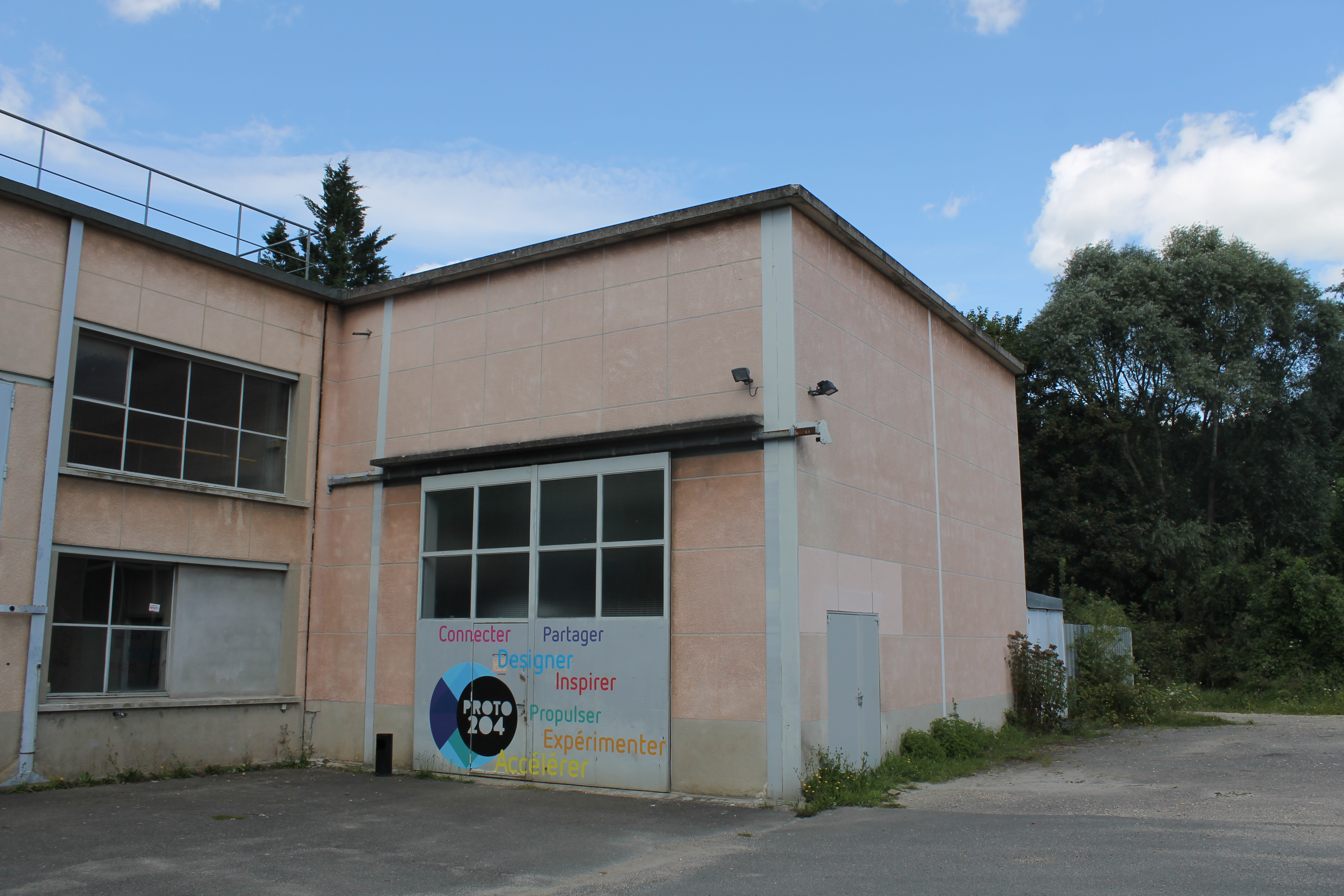
Le PROTO204, un tiers-lieu destiné à l'entrepreneuriat étudiant sur le campus d'Orsay de l'Université Paris-Sud (Paris-Saclay).

Il s'agit souvent d'un lieu partagé quotidiennement, d'autant plus intégré dans son environnement qu'il est fréquenté. On parle d'ancrage physique ou de sentiment d'appartenance. On peut rapprocher ce lieu des cafés ou MJC où la discussion entre habitués fait partie des activités importantes.
Un exemple de tiers-lieu est le PROTO204, halle du campus d'Orsay comprenant des espaces de cotravail et une cafétéria, dans le but de faire se rencontrer étudiants et entrepreneurs dans un cadre propice à la création de projets,.

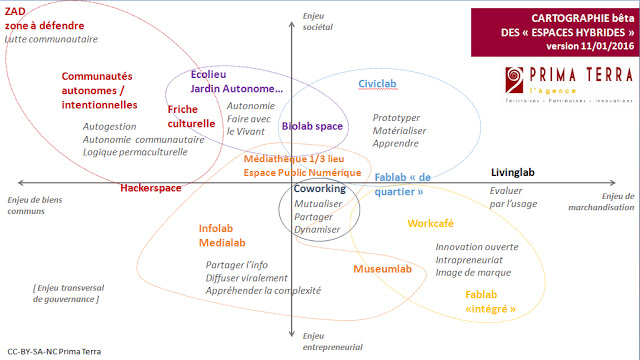
Cartographie bêta des Espaces hybrides et autres tiers-lieux, par Prima Terra.

Par ailleurs, Prima Terra, cofondateur de « l'Observatoire des Espaces hybrides et autres tiers-lieux » dénommé « L'Obsidienne », a élaboré une cartographie bêta des espaces hybrides et autres tiers-lieux, plusieurs fois mise à jour.
Plusieurs institutions telles que les bibliothèques, centres socio-culturels, espaces publics numériques… cherchent à redéfinir leur architecture et leur organisation intérieure pour attirer un nouveau public et répondre aux nouvelles attentes des usagers en tentant de se rapprocher, autant que chaque institution le permet, de ce qui définit un tiers-lieu.

## Application des caractéristiques

### Bibliothèques
Mathilde Servet, pour son mémoire de maîtrise de l'ENSSIB en France en 2010, est la première à développer en pays francophone le concept de tiers-lieu appliqué aux bibliothèques, d'après les travaux de Putnam et Cohen. Ces sociologues d'Harvard ont analysé le déclin du capital social américain tout comme Ray Oldenburg. Le terme « troisième lieu » est alors utilisé par Servet plutôt que tiers-lieu. Elle extrapole le concept de tiers-lieu de Ray Oldenburg dans les bibliothèques. Elle confirme la bibliothèque comme troisième lieu selon les caractéristiques de Ray Oldenburg, modifiées selon les travaux de Marie D. Martel :
1. Un espace neutre et vivant
2. Un lieu d'habitude
3. Un second chez soi
4. Un lieu où l'on nivelle les différences entre les gens (horizontalité des rapports)
5. Un lieu créateur de communauté
6. Un lieu où la conversation est prioritaire (propice au débat) - relié au concept de cotravail
7. Un lieu accessible, accommodant et simple
8. Un lieu qui procure une expérience ludique

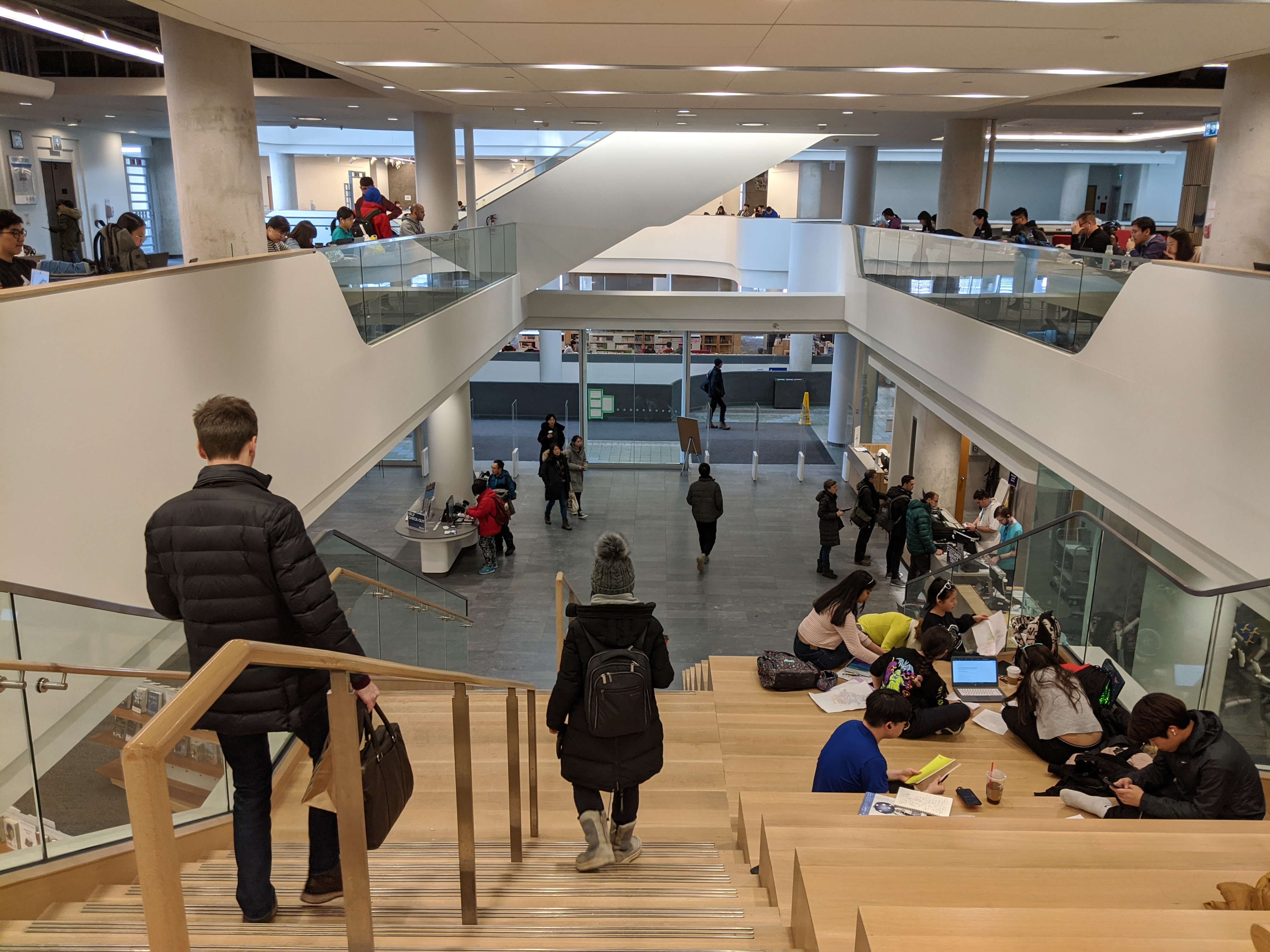
Aménagement encourageant la rencontre propre aux bibliothèques comme tiers-lieu.

En 1994, l’IFLA et l’UNESCO publient un manifeste à propos des bibliothèques. On peut y lire le souhait d’en faire un lieu pour tous les publics qui favoriserait l’épanouissement créatif de la personnalité ainsi que la volonté « d’encourager le dialogue interculturel et favoriser la diversité culturelle ». La bibliothèque troisième lieu s’impose donc incontestablement en incluant ces précédents éléments. Ces institutions sont pour plusieurs synonymes de silence et de calme. Lieux que plusieurs associent à l’étude et à la formalité, les responsables des bibliothèques tentent aujourd’hui de renverser ces stéréotypes. Effectivement, les bibliothèques offrent maintenant une multitude de services qu’on pourrait typiquement associer aux centres communautaires ou de loisirs, même aux salles de spectacles et aux cinémas. On propose des espaces pour jouer aux jeux vidéo, des espaces cafés, des ateliers discussions, des spectacles pour tous les âges, des clubs de lecture et autre. Le but étant de contrer contre la vulnérabilité et l’isolement. Ainsi, il faut voir les bibliothèques non pas comme une ressource, mais comme une communauté. Cette nouvelle vision de ces lieux implique un changement de mentalité pour plusieurs usagers de l’espace qui voient encore les bibliothèques comme des lieux d’entreposage de livres. Mathilde Servet parle même d’« expériences » procurées aux usagers dans un espace convivial, ludique et moderne. Ces préoccupations changent la relation entre bibliothécaire et usagers, ces derniers voyant leur rôle mis de l’avant, leur opinion grandement sollicités et leur expérience mise de l’avant. Les activités offertes, les méthodes de recherche de documents, les heures d’ouvertures et les modalités de prêts sont conçues par les professionnels afin de combler les besoins de l’usager qui devient prioritaire.
Ces transformations que vivent les bibliothèques s'inscrivent aussi dans un but plus large. Cette tendance à créer des lieux inclusifs et ouverts cherche à répondre à un besoin de création de capital social dans un contexte où les rapports sociaux se complexifient. Robert Putnam définit le capital social comme tous « les aspects de la vie collective qui rendent la communauté plus productive, soit la participation, la confiance et la réciprocité ». Resserrer les liens entre les individus et la société peut atténuer un grand nombre d'enjeux sociaux. Robert Putman en avance quelques-unes: la scolarisation, le taux criminalité ou encore la santé publique sont tous des phénomènes pouvant profiter d'un engagement communautaire plus riche. Les bibliothèques sont donc au centre de ces enjeux et, pour y participer, elles doivent mettre en action un ensemble de mesures « to promote communication and generate a critical mass of communality in norms and values across cultural, ethnic, generational, and social lines ». Éric Klinenberg, sociologue américain se spécialisant en étude urbaine, considère que les « [l]ibraries are the kinds of places where people with different backgrounds, passions and interests can take part in a living democratic culture ». Les bibliothèques sont donc des infrastructures sociales pouvant encourager la création de liens entre les individus. Ces ponts entre personnes créent un sentiment de confiance envers la société, encourageant ainsi les individus à y participer plus largement.
L'aménagement de l'espace ou l'organisation d'activités en bibliothèque peuvent encourager des rencontres de niveaux d'intensités divers. Les niveaux se trouvent sur un continuum allant de basse intensité à haute intensité. Les rencontres de basse intensité correspondent à celles où un individu est témoins à des valeurs et intérêts qui ne lui sont pas sienne. Les rencontres de haute intensité, elles, se caractérisent par le fait que les participants à une même activité partagent des valeurs et des intérêts communs. Que les rencontres soient basses ou intenses, ces qualificatifs n'expriment pas l'intensité des activités en tant que telles, mais plutôt le niveau d'exposition à la différence entre les participants. Un débat entre individus d'opinions politiques opposées pourrait paraître comme une situation dite intense, mais elle serait caractérisée comme étant basse, car c'est la rencontre de la différence qui définit le niveau d'intensité. Cette dénomination a pour but de concevoir le concept de tiers-lieu, non comme un objet immuable et défini, mais bien comme une perspective complexe où différentes approches peuvent être mises en action afin faciliter la création de capital social chez les individus. Les bibliothèques doivent donc mettre en œuvre des activités de basse et de haute intensité. Il ne serait pas avantageux de prioriser des rencontres de haute intensité, car ces dernières peuvent provoquer l'effet inverse à la création de liens. En effet, les activités de haute intensité reproduisent potentiellement certains réflexes d'exclusion.
Presque tous les types de bibliothèques servent de tiers-lieu, particulièrement les bibliothèques publiques. Il n’existe pas de modèle de prédilection pour ces institutions sociales puisqu’elles sont en fait le reflet de la culture et des besoins particuliers des communautés. Ainsi, elles se construisent à partir de l’usager et demandent une participation citoyenne importante. On note une architecture plus ouverte qui vise à accueillir les communautés et les divers services offerts.
Dans les dernières années avec le développement technologique, on ne parle plus simplement des espaces physiques qui deviennent tiers-lieu, mais également des espaces virtuels crées par les bibliothèques où les gens peuvent se rencontrer via leur appareils électroniques. Ces espaces virtuels sont investis par les usages comme le seraient des lieux physiques et font l’objet d’endroit pour se rencontrer et de lieu communautaire accessible de partout. Les bibliothécaires peuvent ainsi étendre l’objectif social des bibliothèques et inviter plus d’individus à se rencontrer.

### Hackerspace
Les hackerspace font partie des tiers-lieux représentatifs d’une application des caractéristiques originelles.
Cette initiative, cadrée par peu d’autres règles en dehors de celles que ses membres décideront d’appliquer, regroupe des personnes aux profils variés, travaillant ensemble à ce qui n’est pas leur travail mais qui n’empêchera pas de mener à terme un projet commun, voire professionnel.
Ainsi, des profils aussi différents qu’un biologiste, un armurier ou un retraité pourront chacun avoir leurs projets propres mais parfaitement faire partie d’un appel à projet officiel vu cependant collectivement et amenant tous les acteurs du hackerspace à réaliser une œuvre collective tout en cherchant toujours à respecter certaines règles : 

« Quand on crée un fichier contenant la modélisation pour l'impression, on peut le déposer sur le net. C’est alors accessible à tous et gratuitement. »

## Une nouvelle approche culturelle
La majorité des tiers-lieux ne fonctionnant pas sur un système de concurrence et cherchant à voir leur initiative se reproduire ailleurs, ils ne se basent pas sur un système de patrimoine informationnel classique mais sur des biens communs informationnels alimentant un patrimoine informationnel commun.
Cela a été grandement facilité par la culture libre et le développement des licences libres informatiques.
Celles-ci ont évolué afin de proposer de nouvelles licences libres ne s'appliquant plus seulement aux codes-sources logiciels mais également aux différentes œuvres de l'esprit, comme la documentation nécessaire à entamer une initiative citoyenne.
Le parallèle entre la culture libre, les logiciels libres et les tiers-lieux ne s'arrête pas là puisqu'il est très souvent fait mention du principe de dictateur bienveillant dans le modèle de gouvernance d'un tiers-lieu.

## Une vocation sociale affirmée
Cet ancrage physique et cette approche culturelle ont pour but de développer les communautés se formant autour de ces lieux à développer des initiatives d'innovation sociale de manière locale et amener les citoyens vivant autour de ce lieu à y participer. En effet, les bibliothèques peuvent donner accès à des ressources pour promouvoir l’innovation et servir comme agent pour la transformation sociale. La bibliothèque fait partie d’un dispositif administratif et politique, d’une politique culturelle, sociale et territoriale, dont elle est un participant important. Elle est parfois même la pièce maîtresse d’enjeux politiques locaux, loin d'être seule ou isolée.

## Les nouvelles approches économiques
Les nouvelles théories économiques apprécient la collaboration, la mutualisation bénéfique et le partage d'expériences, qui constituent alors un terrain fertile pour la création de « tiers-lieux » qui contribuent à leur tour à l'unification de l'espace (le coworking), du travail réflexif (le living lab) ou des outils (les fab labs). Les tiers-lieux sont des organisations conçues pour faciliter l'échange, le partage et la coopération. Leurs actions peuvent s'inscrire dans le cadre d'une nouvelle économie, en particulier l'économie de la coopération. Cette économie repose sur la création de valeurs communes et de nouvelles formes d'organisation.
Selon certaines valeurs de la nouvelle économie, la majorité des tiers-lieux s'efforcent de réduire la croissance, en tenant compte de la nécessité de réduire l'impact de l'hyperconsommation sur l'environnement. Cette nouvelle économie commune met également l'accent sur la commercialisation de l'utilisation du produit, plutôt que sur la vente du produit lui-même, du point de vue de l'environnement et du développement durable. La dimension environnementale est encore renforcée par le fait que les tiers-lieux contribuent à réduire le temps passé par certains travailleurs à voyager (et donc à réduire les émissions de gaz à effet de serre).

## Le tiers-lieu de travail
L’évolution des conditions de travail ont amené des personnes à devoir travailler de manière nomade ou à pouvoir effectuer une partie de leurs tâches en télétravail.
Là où le tiers-lieu est censé permettre aux personnes de travailler sur ce à quoi elles aspirent personnellement et n’étant donc pas en rapport avec la « deuxième place », le travail, nous voyons en francophonie énormément de lieux, tels que les espaces de cotravail, être des « lieux tiers », permettant le télétravail dans des conditions favorables et donc, se revendiquer « tiers-lieux », sans tenir compte de ce qui est censé les caractériser réellement.
Le risque inhérent à la labellisation est une dénaturation profonde du concept par ceux souhaitant obtenir les « effets » sans mettre en œuvre les moyens, bien que l'auteur initial Ray Oldenburg ait explicitement mentionné la notion de bureau.
Les tiers-lieux de travail répondent principalement à deux enjeux. Le premier vise à favoriser des formes de travail collaboratives, créatives et innovantes entre travailleurs indépendants. Le second enjeu concerne une meilleure gestion des mobilités liées au travail en permettant à des gens de travailler plus près de chez eux.
Les tiers-lieux constituent l’une des solutions prometteuses adaptées aux nouvelles formes de travail sur les territoires où ils se trouvent. La présence de tiers-lieux sur les territoires favorise à revitaliser des zones. Ils donnent l’accès équitable aux technologies de l'information et de la communication, stimulent la culture et la participation numériques et réduisent également la fracture numérique dans ces zones. Les autorités locales cherchent à soutenir l'émergence de telles organisations sur leurs territoires afin que ces nouvelles formes d'organisation puissent participer à la prospérité de certains territoires en déclin économique et démographique.

## L'Espace hybride
L'Espace hybride, ou « hybrid space », renvoie aux dimensions physique et sociale du tiers-lieu, associées à des dimensions virtuelles et surtout mentales.
« L'Obsidienne ou Observatoire des Espaces hybrides et autres tiers-lieux », porté à ses débuts par l'Institut du Design Territorial et depuis par Prima Terra, développe le sujet depuis 2014.
Les principales distinctions que l'on puisse faire sont les suivantes :
- le tiers-lieu est basé sur une communauté d'appartenance incarnée dans un lieu physique donné ;
- l'espace hybride est basé sur une recherche « d'architecture fluide », poreuse dans ses dimensions spatiotemporelles : le lieu physique se confond avec le virtuel, la volonté de transformer et/ou imposer de nouveaux modèles, règles, normes sociales et culturelles sont prégnantes et un aspect mental et émotionnel non négligeable. La volonté de « fabriquer du souvenir commun » est prégnant.

### L'hybridation de l'espace éducatif avec le tiers-lieu, le tiers-lieu apprenant

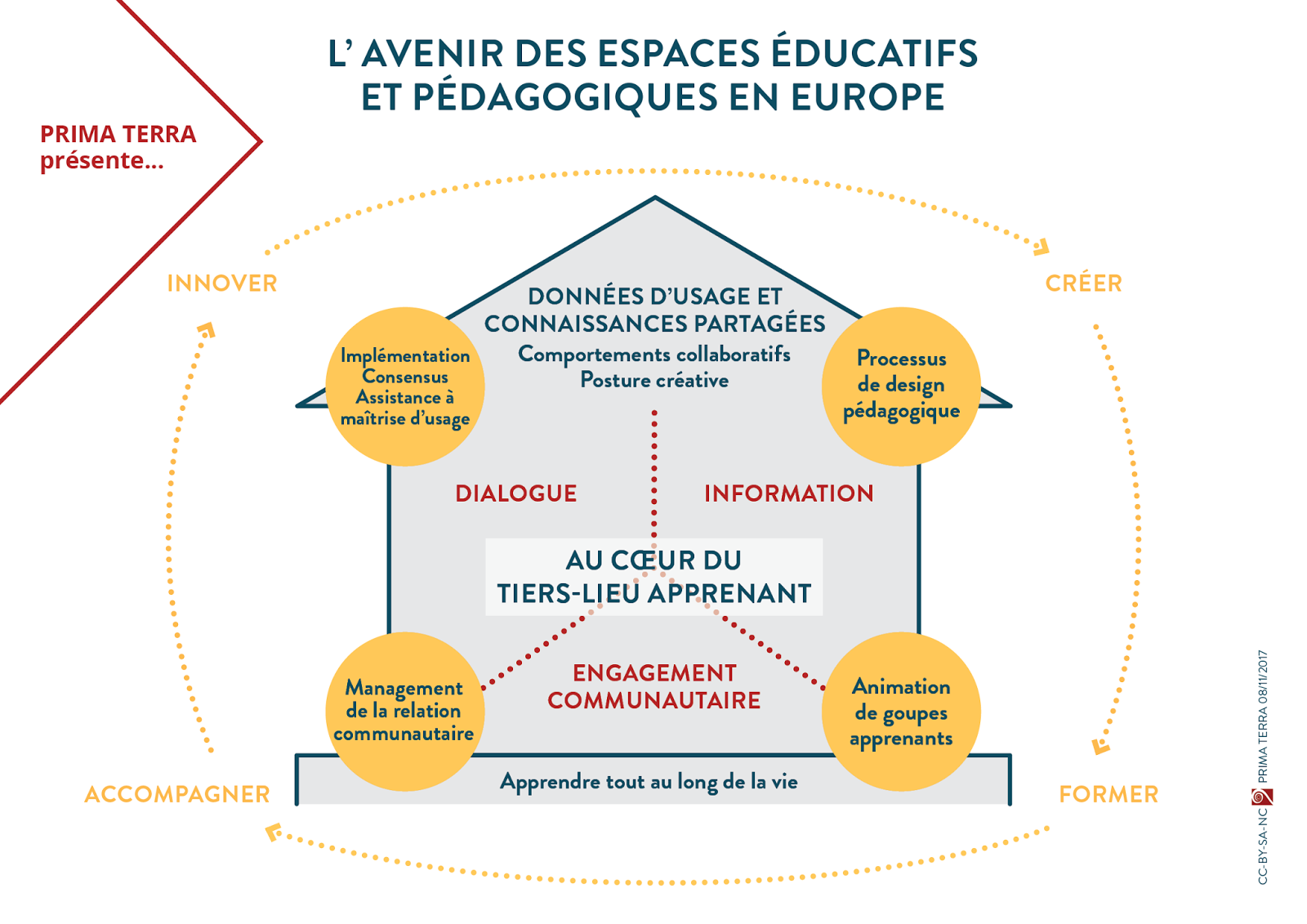
L'avenir possible des espaces éducatifs et pédagogiques en Europe, les (potentiellement « tiers ») « lieux apprenants », par Prima Terra.

Alexis Durand Jeanson, chercheur à Prima Terra, a décrypté et conceptualisé ce que pourrait être l'avenir des espaces éducatifs et pédagogiques en Europe.
À travers un schéma présenté ici, il explique, dans le paragraphe « organisation apprenante » :
- les quatre dimensions du lieu apprenant ;
- les critères d'organisation et d'évaluation ;
- ainsi que les produits du processus de ce lieu-dispositif permettant de produire des « biens communs ».

## Différents types de tiers-lieux
De par sa définition, de nombreuses initiatives, cadrées ou non, peuvent être catégorisées en tiers-lieux sans qu'il soit besoin de se revendiquer comme en étant un.
Un tiers-lieu pourra tout aussi bien être fixe qu'éphémère.
- potagers communautaires : tiers-lieu fixe, initiative non cadrée ;
- makerspace : tiers-lieu fixe, initiative non cadrée ;
  - fablab : tiers-lieu fixe de type « makerspace » cadré par une charte écrite par le Massachusetts Institute of Technology ;
- hackerspace : tiers-lieu fixe, initiative non cadrée ;
- Repair Café : tiers-lieu éphémère, initiative cadrée ;
- Disco Soupe : tiers-lieu éphémère, initiative cadrée ;
- Linux Users Group Install Parties : tiers-lieu fixe ou éphémère, initiative non cadrée ;
- Monnaies locales : tiers-lieux fixes à l’échelle d’un territoire, initiative cadrée.
- Lieu intermédiaire indépendant : tiers-lieu culturel

En 2014 a été inauguré un tiers-lieu sous forme de plateforme communautaire, TCRM-Blida (Metz, Moselle) regroupant sur 25 000 m2 plusieurs autres tiers-lieux dans le but de créer un immense centre de création.
En octobre 2016, une initiative d'innovation sociale similaire à Disco Soupe, s'inscrivant dans les caractéristiques des tiers-lieux, a vu le jour dans le quartier de Sarcelles où les habitants d'un quartier ont décidé de se réunir en un lieu pour partager des ressources (de la nourriture), des savoirs et des compétences (la préparation de repas) afin de venir en aide aux sans-abris et migrants. Ils ont documenté leur initiative en se filmant et distribuant la vidéo sur les réseaux sociaux en finissant par désigner un nouveau quartier devant « relever le défi ».

## Collaboration entre tiers-lieux
La nouvelle approche culturelle des tiers-lieux amène au fait qu'il n'est pas rare de voir des collaborations se créer naturellement entre des tiers-lieux à vocations totalement différentes.
Un makerspace pourra donc mettre ses machines au service d'une initiative de type Incroyables Comestibles en les aidant dans la fabrication de bacs à comestibles, en leur offrant une visibilité.
Cela fut par exemple le cas à Liège où le RElab, fablab situé dans le centre-ville, collabora avec les Incroyables Comestibles à la réalisation et la décoration d'un bac ainsi qu'à proposer un lieu où en déposer un.

## Quart-lieu
Le 16 novembre 2019, Michel Simonot, sociologue français, publie l’article « Tiers-lieux ou l’art de la faire à l’envers » où il met en avant l’institutionnalisation et la récupération par les pouvoirs publics des tiers-lieux, amenant une logique d’entreprise à s’appliquer dans des lieux portés par l’initiative citoyenne, la collaboration.
En 2018, Arnault Morrisson, docteur en géographie économique, publie « A Typology of Places in the Knowledge Economy : Towards the Fourth Place ». « Fourth Place » semble avoir été traduit pour la première fois par le site tiers-lieux.be en tant que « quart-lieu »
Morrisson a analysé les mêmes lieux que Simonot, c’est-à-dire ceux de Paris dans le cadre de l’appel à projet « Réinventer Paris », et en a conclu que le mélange des lieux amenait à devoir revoir le vocabulaire utilisé afin de ne plus amalgamer tiers-lieu avec des lieux qui en avaient perdu les principales caractéristiques.

## Le tiers-lieu rural
Contrairement à un tiers-lieux urbain, situé dans une zone à forte densité de population, un tiers-lieu en milieu rural ne cherchera pas à atteindre une forme de spécialisation. Au contraire, il s'agira plutôt de créer un espace hybride plurifonctionnel qui prendra en charge les besoins locaux des usagers. Les tiers-lieux ruraux auront moins d’usagers potentiels mais potentiellement plus d’usages. Qu'il s'agisse de services de proximité (point relai pour poster son courrier, coin épicerie pour les achats de première nécessité…), de créer une communauté (café, espace de convivialité, lieu de vie, espace culture…) ou de créer un tiers-lieu de travail (cotravail), les tiers-lieux ruraux permettent de limiter les déplacements et de créer du lien social sur les territoires à faible densité de population.

## Reconnaissance par l'État
En France, l'État, en 2020 avec l'ANCT (Agence Nationale de la Cohésion et des Territoires) et en lien avec France Tiers Lieux a soutenu la création de « Fabriques de Territoire » dans les territoires (300 tiers-lieux généralistes sélectionnés entre 2020 et 2021, avec une enveloppe budgétaire de 45 millions d’euros) puis relancé un soutien dans les territoires défavorisés et n'ayant pas encore de tiers-lieu labellisé fabrique de territoire, annonçant par exemple un soutien de 50 000 euros par projet qui pourrait concerner jusqu'à 80 projets fournissant des services de proximité.

#### Articles de presse
- tiers-lieu, Définition Libération - 28 décembre 2018
- Le phénomène des « tiers-lieux » s’impose à l’Etat Le Monde - 19 septembre 2018
- Philippe Gargov, « Le tiers état des tiers-lieux », sur OWNI, 28 février 2011 (version du 17 janvier 2019 sur Internet Archive)
- « Comment expliquer le phénomène des tiers-lieux », sur mariloo.fr.
- « Tiers-lieux : du coworking à la ferme, le mot “tiers-lieu” a-t-il encore un sens ? » Pioche! Magazine - 26 octobre 2023
- « Tiers-lieux : le mélange des genres entraîne-t-il vraiment le mélange des gens ? » Pioche! Magazine - 2 novembre 2023
- « Il faut redonner au mot tiers-lieu son sens premier, celui d’espace de sociabilité » Pioche! Magazine - 27 novembre 2023